# Ivaylo Gavrilov
Pour les articles homonymes, voir Gavrilov.
Ivaylo Gavrilov (Ивайло Гаврилов) est un joueur de volley-ball bulgare né le 30 décembre 1970 à Sofia. Il mesure 1,99 m et jouait réceptionneur-attaquant.

## Clubs
| Club         | Pays     | De        | À         |
| ------------ | -------- | --------- | --------- |
| Slavia Sofia | Bulgarie | 1985-1986 | 1990-1991 |
| Catane       | Italie   | 1991-1992 | 1993-1994 |
| Forlì        | Italie   | 1994-1995 | 1994-1995 |
| Parme        | Italie   | 1995-1996 | 1995-1996 |
| Olympiakos   | Grèce    | 1996-1997 | 1996-1997 |
| Ravenne      | Italie   | 1997-1998 | 1997-1998 |
| Macerata     | Italie   | 1998-1999 | 1998-1999 |
| Milan        | Italie   | 1999-2000 | 1999-2000 |
| Tarante      | Italie   | 2000-2001 | 2000-2001 |
| Padoue       | Italie   | 2001-2002 | 2001-2002 |

## Palmarès
- Coupe de Grèce : 1997